# Bidatsu
Bidatsu (jap. 敏達天皇, Bidatsu-tennō; * 538; † 14. September 585) war der 30. Tennō von  Japan. Er war der zweite Sohn von Kaiser Kimmei und regierte von 572 bis 585. Seine Mutter war Kaiserin Iwahime, die Tochter Senkas.
Er wurde 569 (laut Kojiki 555) der Kronprinz Kaiser Kimmeis. Nachdem dieser im April 572 verstorben war, folgte er ihm auf den Thron. Zu Lebzeiten war er als Nuna-kura-futo-tama-shiki no Mikoto (沼名倉太珠敷命) bekannt. Seine Residenz hatte er im (Ihare no) Wosada no Miya (他田宮, Wosada no miya), dessen Lage nicht gesichert ist. Er lag vermutlich im Shiki-gun, Präfektur Nara oder, angesichts des Namens Ihare, in der Nähe der anderen Ihare-Paläste bei Sakurai.
Bidatsu hoffte, den japanischen Einfluss in Korea wieder zu verstärken, was aber misslang. Seine religiöse Politik neigte sich dem Shintō zu. 585 verbot er wegen einer Epidemie den Buddhismus und ließ Tempel und Statuen Buddhas verbrennen. In dem gleichen Jahr wurde er selbst krank und starb.
Nachdem seine erste Frau in seinem vierten Regierungsjahr gestorben war, heiratete er seine Halbschwester Prinzessin Kashikiya, bekannt als Kaiserin Suiko. Insgesamt soll er 16 Kinder von vier Frauen gehabt haben.
Sowohl Kaiser Jomei als auch seine Frau Kōgyoku stamme von ihm ab.